# Дани Преображења
Дани Преображења је вишедневна манифестација у Брусу, која се одржава од 2011. године, за празник Преображање Господње и траје три дана.
Првог дана манифестације (19. август) одржава се свечана седница општине Брус на којој се додељује највеће признање општине „Златни грб Бруса” најбољем спортисти, најхуманијем делу, најбољем привреднику и најбољем пољопривредном произвођачу. Другог дана манифестације у главној улици у Брусу се организују „Златне руке” (изложба старих јела и заната, која се одржава од 1998. године). Изложбу на којој учествује око 300 излагача, међу којима и становници копаоничких села Крива Река и Брзеће, посети неколико хиљада гостију. 
Трећи дан манифестације је предвиђен за спортске активности, такмичења у фудбалу, кошарци и шаху. Дани Преображења се одвијају под покровитељством општине Брус, у организацији Туристичке организације општине Брус и Центра за културу општине Брус.